# 사이타마시
사이타마시(일본어: さいたま市, 문화어: 사이다마시)는 일본 사이타마현 남동부에 있는 도시이자 현청 소재지이다. 2001년 5월 1일에 인접한 우라와시・오미야시・요노시 등 3개 시를 합병하여 2003년 4월 1일에 사이타마시를 설치함과 동시에 정령지정도시로 전환하였다. 그 외 2005년 4월 1일에 동쪽으로 인접한 이와쓰키시를 추가로 편입해 현재에 이른다. 인구가 100만 명을 넘는 대도시이며 일본의 도시 중 9번째로 인구가 많고 18개 현의 인구를 상회한다.

## 역사
2003년 4월 1일에 13번째 정령지정도시로 지정되었고, 2005년 4월 1일에는 인접한 이와쓰키시를 편입하여 일본에서 10번째로 인구가 많은 도시가 되었다.

## 지리

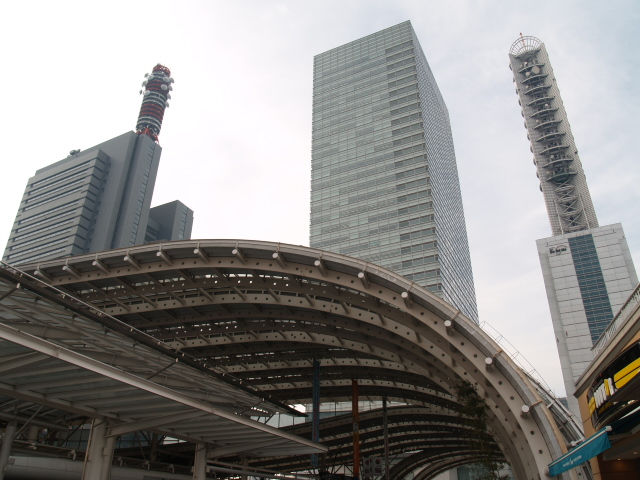
사이타마 신도심

사이타마시는 도쿄 도심에서 북쪽으로 20~30km 떨어진 간토평야 중앙부에 위치한다. 사이타마현 남동부에 위치하고 아게오시, 하스다시, 시라오카시와 북쪽으로 접하며, 아사카시, 가와구치시, 도다시, 와라비시와 남쪽으로 접하며, 고시가야시와 동쪽으로, 가스카베시와 남동쪽으로, 가와고에시, 시키시, 후지미시와 서쪽으로 접한다.
간토 평원 내에 위치하고 도시는 지형적으로 대지와 저지로 이루어져 있으며 시 경계의 대부분은 고도가 20m를 넘지 않고 산악, 구릉은 없다. 서부에는 아라카와강(荒川)과 더불어 모토아라카와강(元荒川), 시바강(芝川), 아야세강(綾瀬川)이 형성한 저지가 있다. 나머지 지역은 대개 남북 방향으로 놓여 있는 오미야 대지에 있다. 이 지역에 흩어져 있는 주요 강들은 거의 나란히 남동쪽으로 흐른다.
내륙에 있는 시 중에는 삿포로시, 교토시에 이어 인구가 많고, 면적은 217.49 km2로 정령지정도시 중에서는 가와사키시, 사카이시에 이어 3번째로 좁다. 다만 사이타마현 내에서는 지치부시에 이어 2번째로 넓다. 또 사이타마시는 바다와 접하지 않은 현에 있는 유일한 정령지정도시이다.

## 행정 구역

사이타마시는 10개의 구로 이루어져 있다.
| ■1 - 주오구     | 中央区 |  |
| ■2 - 이와쓰키구 | 岩槻区 |  |
| ■3 - 기타구     | 北区   |  |
| ■4 - 미도리구   | 緑区   |  |
| ■5 - 미나미구   | 南区   |  |
| ■6 - 미누마구   | 見沼区 |  |
| ■7 - 니시구     | 西区   |  |
| ■8 - 오미야구   | 大宮区 |  |
| ■9 - 사쿠라구   | 桜区   |  |
| ■10 - 우라와구  | 浦和区 |  |

## 경제
도시의 경제는 본래 도쿄 도시권의 상업 중심지 중 하나이자 사이타마현 북부, 간토 지방 북부, 혼슈 북동부의 업무 중심지 역할을 한다. 제조업으로는 자동차, 식품, 광학, 정밀, 제약이 있다. 한편 이와쓰키구는 에도 시대부터 히나 인형(양력 3월 3일 삼짇날에 여자의 성장을 빌어 장식하는 일본의 전통 인형)의 생산지로 유명하다.

## 교육
- 사이타마 대학
- 우라와 대학
- 인간총합과학대학
- 시바우라 공업대학

## 스포츠
우라와 지구를 중심으로 축구가 번성한 도시로 알려져 있는데 J리그 프로축구팀 우라와 레드 다이아몬즈와 오미야 아르디자가 이곳에 연고를 두고 있으며, 전국 대회에서 상위로 입상하는 고등학교 축구팀도 많다.
- 축구 - 우라와 레드 다이아몬즈, 오미야 아르디자
- 농구 - 사이타마 브란코스
- 야구 - 사이타마 세이부 라이온스

## 교통

### 철도
- 동일본 여객철도(JR 동일본)
  - 도호쿠 신칸센(야마가타 신칸센, 아키타 신칸센)
  - 조에쓰 신칸센(호쿠리쿠 신칸센)
  - 우쓰노미야선(도호쿠 본선)
  - 다카사키선
  - 쇼난 신주쿠 라인
  - 게이힌 도호쿠선
  - 사이쿄선
  - 무사시노선
  - 가와고에선

- 사이타마 고속 철도
  - 사이타마 고속 철도선

- 도부 철도
  - 노다선

- 사이타마 신도시 교통
  - 이나선

### 도로
- 고속도로
  - 도호쿠 자동차도
  - 도쿄 외환 자동차도
  - 수도고속도로

- 국도
  - 국도 제16호선
  - 국도 제17호선
  - 국도 제122호선
  - 국도 제298호선
  - 국도 제463호선

## 인구
| 연도 | 인구    | ±%     |
| ---- | ------- | ------ |
| 1920 | 123,655 | —      |
| 1925 | 140,357 | +13.5% |
| 1930 | 158,304 | +12.8% |
| 1935 | 178,012 | +12.4% |
| 1940 | 202,689 | +13.9% |
| 1945 | 257,368 | +27.0% |
| 1950 | 320,453 | +24.5% |
| 1955 | 364,088 | +13.6% |
| 1960 | 420,442 | +15.5% |
| 1965 | 530,675 | +26.2% |
| 1970 | 657,425 | +23.9% |

| 연도 | 인구      | ±%     |
| ---- | --------- | ------ |
| 1975 | 817,712   | +24.4% |
| 1980 | 879,291   | +7.5%  |
| 1985 | 922,757   | +4.9%  |
| 1990 | 1,007,569 | +9.2%  |
| 1995 | 1,078,545 | +7.0%  |
| 2000 | 1,133,300 | +5.1%  |
| 2005 | 1,176,314 | +3.8%  |
| 2010 | 1,222,434 | +3.9%  |
| 2015 | 1,263,979 | +3.4%  |
| 2020 | 1,324,025 | +4.8%  |

## 기후
온난 습윤 기후에 속하고 연평균 기온은 15.2℃, 연평균 강수량은 1371mm이다.
| 사이타마시의 기후                                            | 사이타마시의 기후 | 사이타마시의 기후 | 사이타마시의 기후 | 사이타마시의 기후 | 사이타마시의 기후 | 사이타마시의 기후 | 사이타마시의 기후 | 사이타마시의 기후 | 사이타마시의 기후 | 사이타마시의 기후 | 사이타마시의 기후 | 사이타마시의 기후 | 사이타마시의 기후 |
| 월                                                           | 1월               | 2월               | 3월               | 4월               | 5월               | 6월               | 7월               | 8월               | 9월               | 10월              | 11월              | 12월              | 연간              |
| ------------------------------------------------------------ | ----------------- | ----------------- | ----------------- | ----------------- | ----------------- | ----------------- | ----------------- | ----------------- | ----------------- | ----------------- | ----------------- | ----------------- | ----------------- |
| 역대 최고 기온 °C (°F)                                       | 18.7 (65.7)       | 25.5 (77.9)       | 26.9 (80.4)       | 31.2 (88.2)       | 34.2 (93.6)       | 38.0 (100.4)      | 39.3 (102.7)      | 38.7 (101.7)      | 37.4 (99.3)       | 33.1 (91.6)       | 25.6 (78.1)       | 25.1 (77.2)       | 39.3 (102.7)      |
| 일평균 최고 기온 °C (°F)                                     | 9.4 (48.9)        | 10.3 (50.5)       | 13.7 (56.7)       | 19.2 (66.6)       | 23.8 (74.8)       | 26.5 (79.7)       | 30.5 (86.9)       | 31.8 (89.2)       | 27.7 (81.9)       | 21.9 (71.4)       | 16.5 (61.7)       | 11.7 (53.1)       | 20.3 (68.5)       |
| 일일 평균 기온 °C (°F)                                       | 3.9 (39.0)        | 4.9 (40.8)        | 8.4 (47.1)        | 13.7 (56.7)       | 18.6 (65.5)       | 22.0 (71.6)       | 25.9 (78.6)       | 27.0 (80.6)       | 23.2 (73.8)       | 17.5 (63.5)       | 11.4 (52.5)       | 6.2 (43.2)        | 15.2 (59.4)       |
| 일평균 최저 기온 °C (°F)                                     | −1.1 (30.0)       | −0.2 (31.6)       | 3.3 (37.9)        | 8.4 (47.1)        | 13.9 (57.0)       | 18.3 (64.9)       | 22.2 (72.0)       | 23.2 (73.8)       | 19.5 (67.1)       | 13.5 (56.3)       | 6.8 (44.2)        | 1.2 (34.2)        | 10.8 (51.4)       |
| 역대 최저 기온 °C (°F)                                       | −9.8 (14.4)       | −8.8 (16.2)       | −5.0 (23.0)       | −2.0 (28.4)       | 4.8 (40.6)        | 11.5 (52.7)       | 14.7 (58.5)       | 16.3 (61.3)       | 9.5 (49.1)        | 3.6 (38.5)        | −2.4 (27.7)       | −6.7 (19.9)       | −9.8 (14.4)       |
| 평균 강수량 mm (인치)                                        | 42.4 (1.67)       | 39.6 (1.56)       | 88.0 (3.46)       | 101.9 (4.01)      | 121.4 (4.78)      | 144.8 (5.70)      | 148.0 (5.83)      | 164.0 (6.46)      | 202.8 (7.98)      | 196.8 (7.75)      | 70.9 (2.79)       | 45.2 (1.78)       | 1,371.3 (53.99)   |
| 평균 강수일수 (≥ 1.0 mm)                                     | 3.8               | 4.6               | 8.7               | 9.0               | 10.0              | 11.6              | 11.8              | 8.8               | 10.8              | 10.0              | 6.7               | 4.4               | 100.8             |
| 평균 월간 일조시간                                           | 201.4             | 186.4             | 186.6             | 187.1             | 185.3             | 128.4             | 152.5             | 181.9             | 135.6             | 135.1             | 156.6             | 181.1             | 2,018             |
| 출처: 일본 기상청 (평년값: 1991년~2020년, 극값: 1977년~현재) |                   |                   |                   |                   |                   |                   |                   |                   |                   |                   |                   |                   |                   |

## 자매 도시
| 체결 연도 | 도시 이름  | 국가           | 기타 |
| --------- | ---------- | -------------- | ---- |
| 1979년    | 톨루카     | 멕시코         |      |
| 1981년    | 정저우     | 중화인민공화국 |      |
| 1984년    | 해밀턴     | 뉴질랜드       |      |
| 1994년    | 리치먼드   | 미국           |      |
| 1996년    | 너나이모   | 캐나다         |      |
| 1998년    | 피츠버그   | 미국           |      |
| 2020년    | 라이프치히 | 독일           |      |